# Nachali'el
Nachli'el (hebrejsky נַחֲלִיאֵל, podle biblického města zmiňovaného v knize Numeri 21,19 - „...z pouště táhli do Matany, z Matany do Nachalíelu, z Nachalíelu do Bamótu“, v oficiálním přepisu do angličtiny Nahali'el, přepisováno též Nahli'el) je izraelská osada a vesnice typu společná osada (jišuv kehilati) na Západním břehu Jordánu v distriktu Judea a Samaří a v Oblastní radě Mate Binjamin.

## Geografie
Nachází se na v nadmořské výšce 590 metrů na jihozápadním okraji hornatiny Samařska, cca 15 kilometrů severovýchodně od města Modi'in-Makabim-Re'ut, cca 23 kilometrů severozápadně od historického jádra Jeruzalému a cca 35 kilometrů jihovýchodně od centra Tel Avivu.
Osada je na dopravní síť Západního břehu Jordánu napojena pomocí lokální silnice číslo 450. Nachli'el je izolovanou izraelskou osadou situovanou hluboko ve vnitrozemí Západního břehu Jordánu víc než 11 kilometrů za Zelenou linií, která odděluje území Izraele v mezinárodně uznávaných hranicích. Nejbližší izraelskou osadou je Talmon přes 2 kilometry jižním směrem. Tato oblast se někdy nazývá Guš Talmon, tedy blok osad okolo Talmon. V bezprostřední blízkosti Nachli'el se nacházejí i četné palestinské vesnice (Beitillu nebo Kobar).

## Dějiny
Obec vznikla v roce 1984, konkrétně v říjnu 1984 z popudu ultraortodoxní židovské organizace Agudat Jisra'el. Založení osady umožnila rezoluce izraelské vlády z 15. července 1984, ve které se plánovaná nová obec označuje pracovně jako Nava. Dalším původním názvem obce byl Kochav. Osada měla podle plánu mít výhledovou kapacitu 250 bytových jednotek s tím, že v první fázi se počítalo s výstavbou 25 bytů.
V osadě fungují pouze předškolní vzdělávací zařízení. Následné školské stupně jsou zajišťovány dojížděním do okolních izraelských obcí, zejména v Modi'in Illit. V lednu 2002 byla jihozápadně od vlastní osady zřízena skupina domů zvaná Nachlej Tal sestávající ze dvou provizorních domů. V červenci 2002 bylo ovšem osídlení v Nachlej Tal zrušeno a domy přemístěny směrem k osadě Talmon. V srpnu 2007 byla na tomto místě pak založena rozsáhlá vinice o ploše 120 dunamů.
Vzhledem k odlehlé poloze ve vnitrozemí Západního břehu Jordánu nebyla počátkem 21. století osada zahrnuta do Izraelské bezpečnostní bariéry.

## Demografie
Obyvatelstvo Nachli'el je v databázi rady Ješa popisováno jako ultraortodoxní. V obci žijí ultraortodoxní Židé aškenázského, sefardského i chasidského směru. Podle údajů z roku 2014 tvořili naprostou většinu obyvatel Židé (včetně statistické kategorie "ostatní", která zahrnuje nearabské obyvatele židovského původu ale bez formální příslušnosti k židovskému náboženství). Na rozdíl od jiných ultraortodoxních osad jako Modi'in Illit nebo Bejtar Ilit ale tato obec zůstává populačně slabá. K 31. prosinci 2014 zde žilo 583 lidí. Během roku 2014 populace stoupla o 6,4 %.
| Rok            | 1993 | 1994 | 1995 | 1996 | 1997 | 1998 | 1999 | 2000 | 2001 | 2002 | 2003 | 2004 | 2005 | 2006 | 2007 | 2008 | 2009 | 2010 | 2011 | 2012 | 2013 | 2014 |
| -------------- | ---- | ---- | ---- | ---- | ---- | ---- | ---- | ---- | ---- | ---- | ---- | ---- | ---- | ---- | ---- | ---- | ---- | ---- | ---- | ---- | ---- | ---- |
| Počet obyvatel | 220  | 214  | 227  | 215  | 230  | 215  | 230  | 244  | 221  | 231  | 248  | 282  | 264  | 278  | 335  | 374  | 392  | 411  | 464  | 496  | 548  | 583  |